# Phyllanthus urinaria
Phyllanthus urinaria är en emblikaväxtart som beskrevs av Carl von Linné. Phyllanthus urinaria ingår i släktet Phyllanthus och familjen emblikaväxter.

## Underarter
Arten delas in i följande underarter:
- P. u. nudicarpus
- P. u. urinaria
- P. u. hookeri

## Bildgalleri

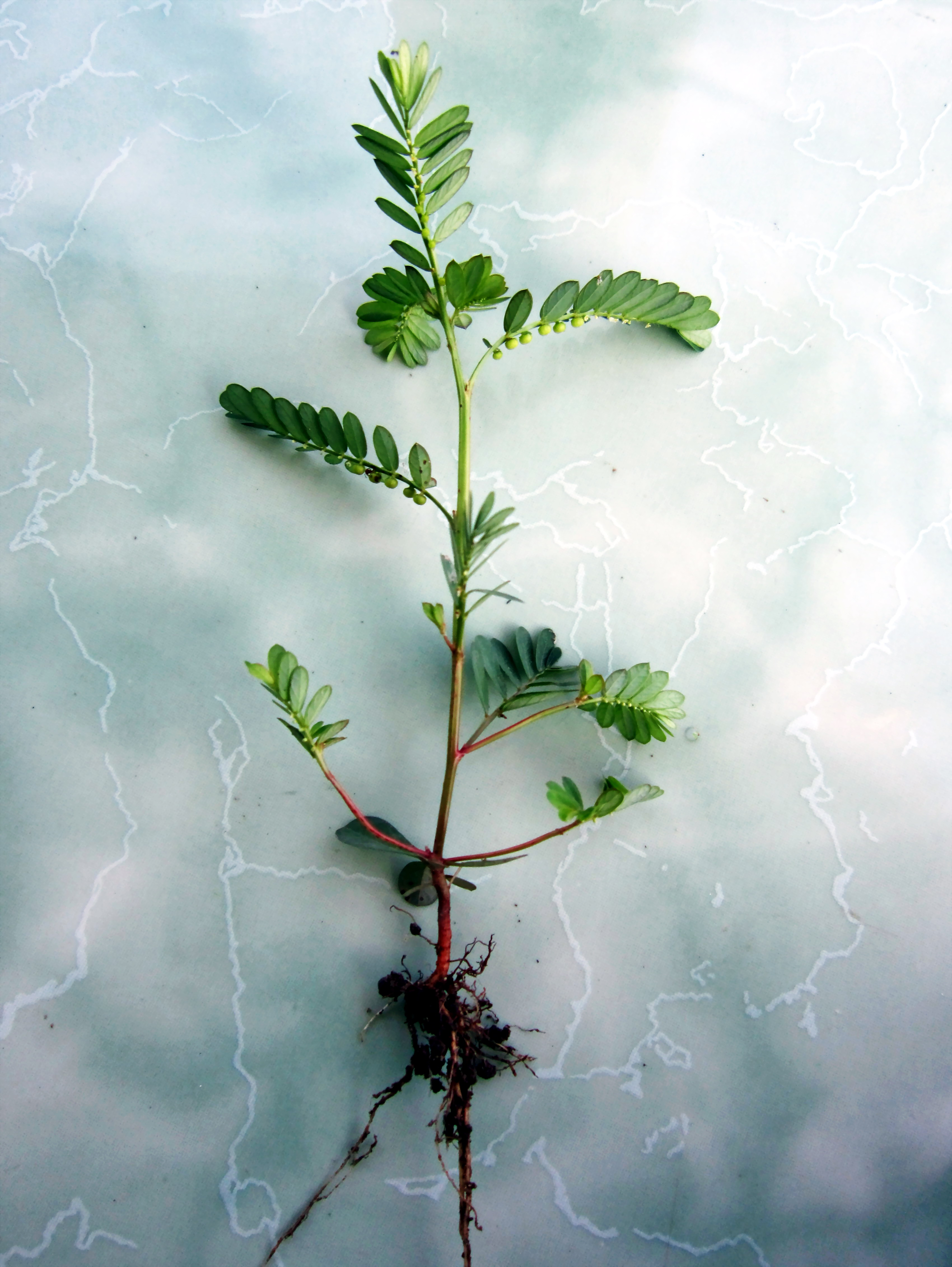
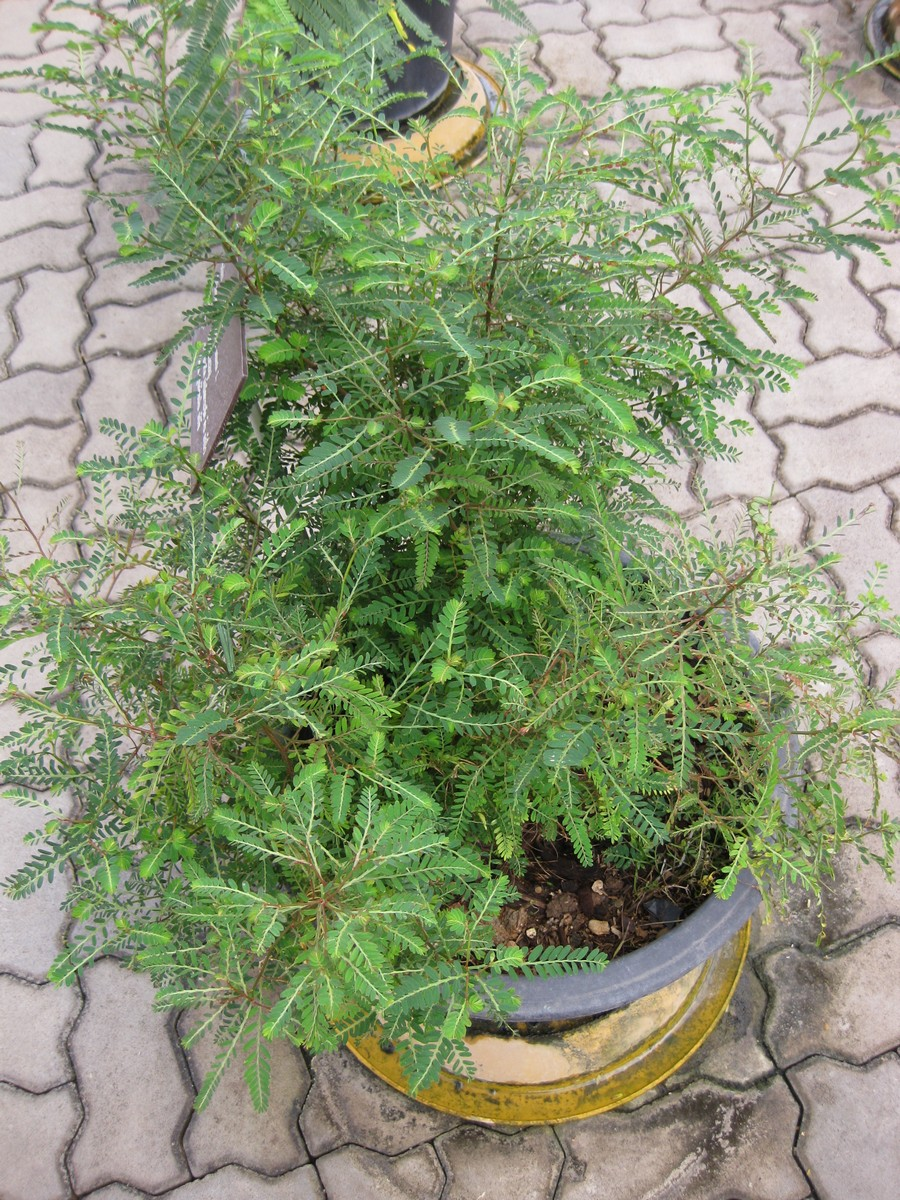
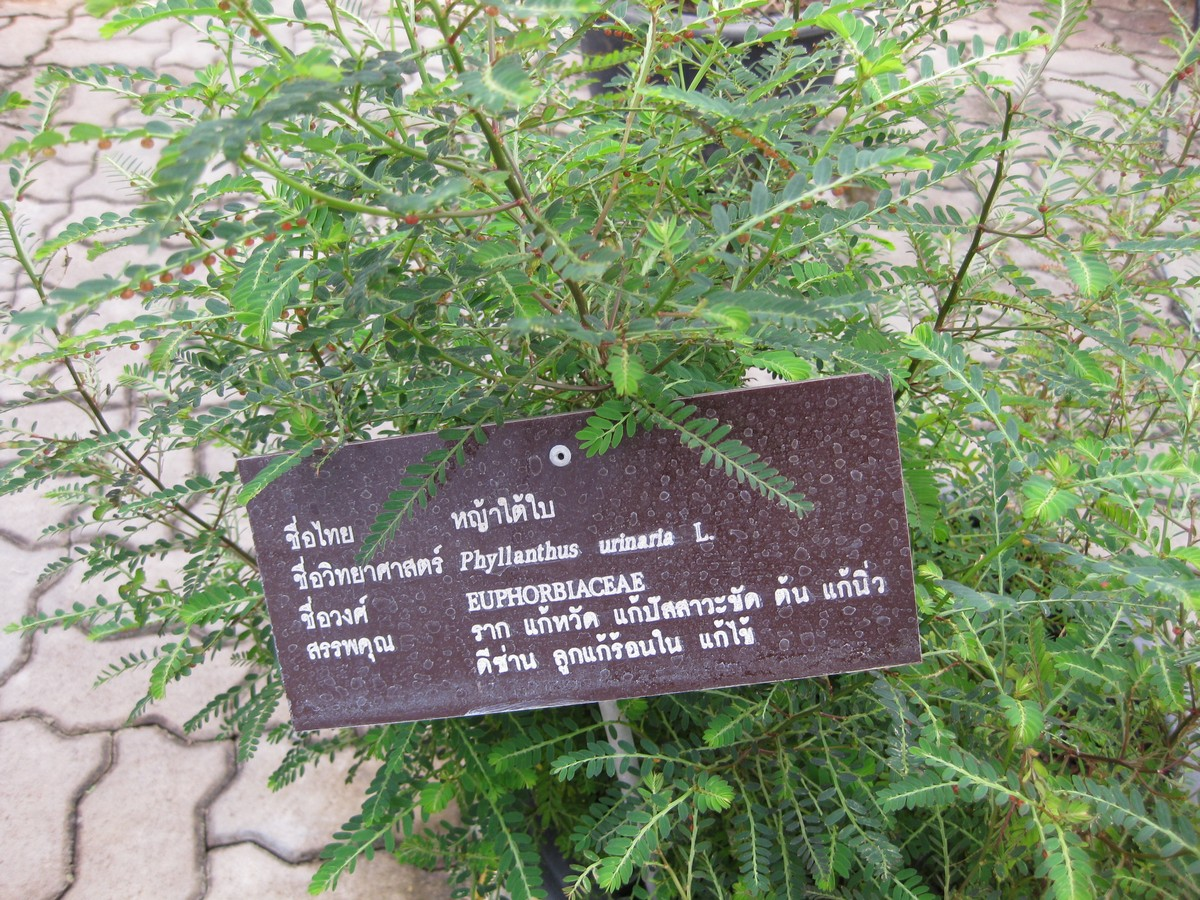
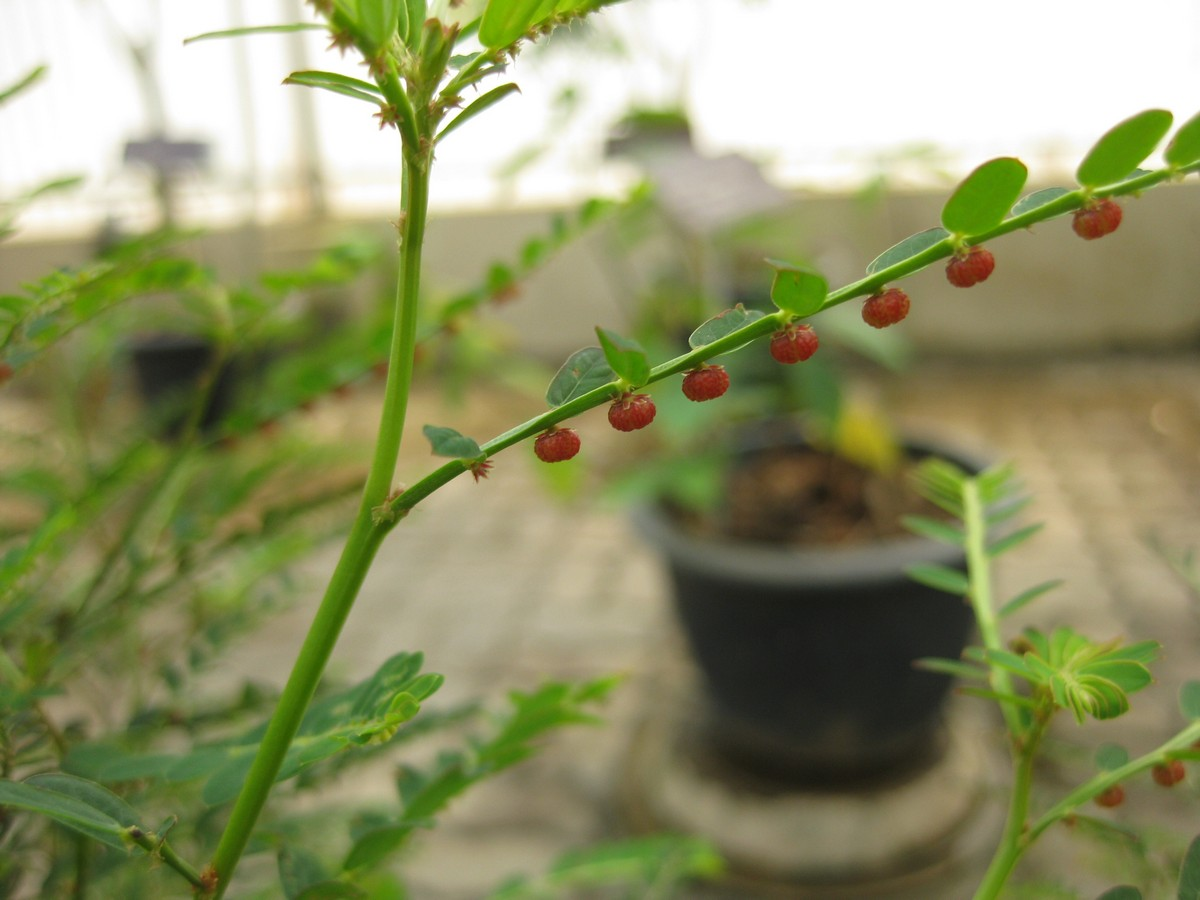
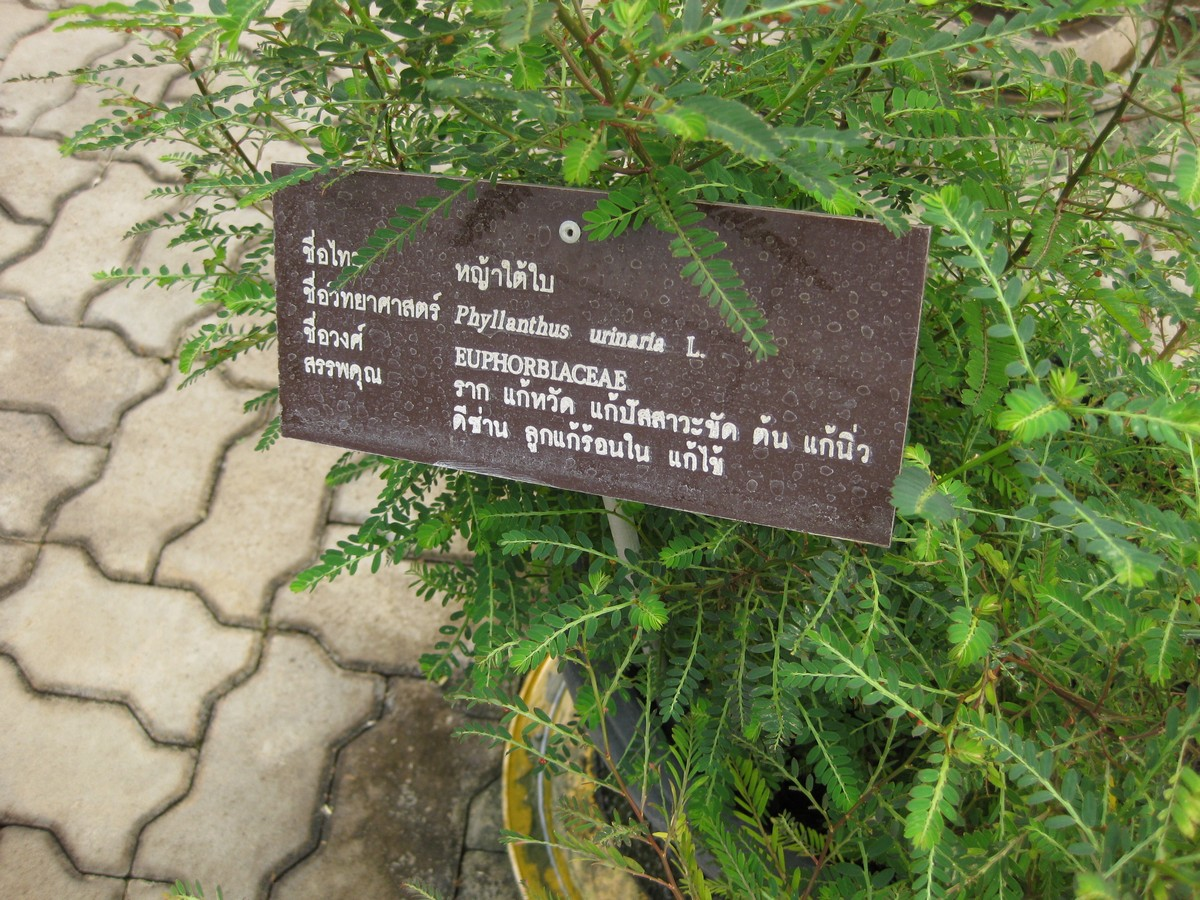
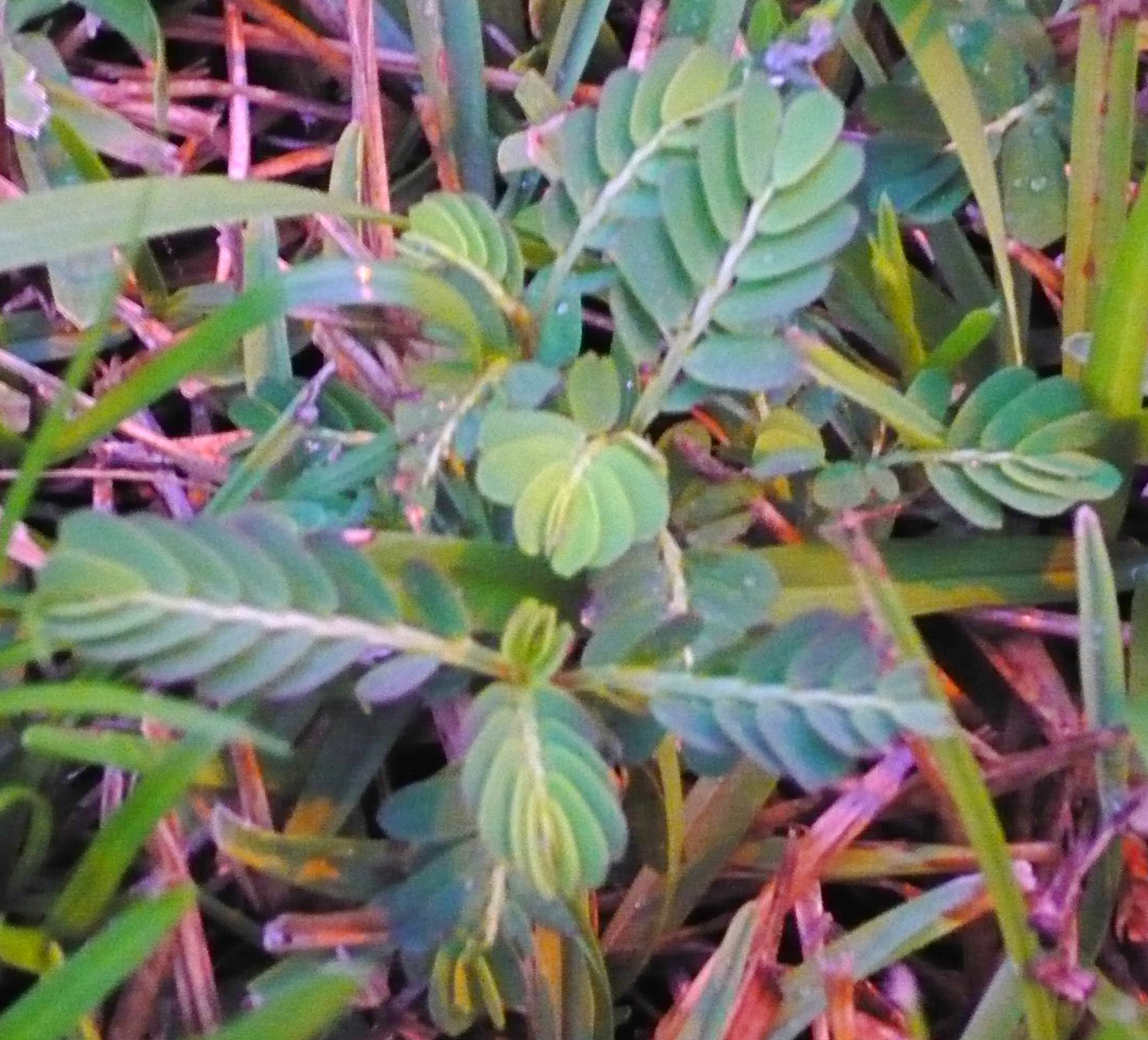